# Гринёв, Николай Фёдорович
Николай Федорович Гринёв (18 мая 1946, д. Высокое, Костюковичский район, Могилевская область — 12 ноября 2015) — советский и белорусский государственный деятель, дипломат.

## Биография
В 1968 году окончил Могилевский машиностроительный институт; в 1984 году — Минскую высшую партийную школу. В августе-октябре 1968 — инженер-механик дорожно-строительного района № 5 г. Минска. В 1968—1969 годах служил в Советской Армии. В 1969—1971 гг. — секретарь комитета комсомола Могилевского машиностроительного института. В июле-ноябре 1971 года — заведующий отделом комсомольской организации Могилевского горкома ЛКСМБ. В 1971—1973 гг. — секретарь Могилевского горкома ЛКСМБ. В 1973—1975 гг. — первый секретарь Могилевского горкома ЛКСМБ. В 1975—1978 гг. — второй секретарь Могилевского обкома ЛКСМБ. В 1978—1980 гг. — первый секретарь Могилевского обкома ЛКСМБ. В 1980—1982 гг. — первый секретарь Первомайского райкома Компартии Беларуси г. Бобруйска. В 1982—1987 гг. — первый секретарь Осиповичского горкома Компартии Беларуси. В 1987—1989 гг. — второй секретарь Могилевского обкома КПБ. С 1989 года — председатель исполкома Могилевского областного совета народных депутатов.
В 1994 году был председателем Могилевского облисполкома. Был депутатом Верховного Совета БССР и Республики Беларусь 12-го созыва; был членом конституционной комиссии. 1 марта 1995 года был назначен Чрезвычайным и Полномочным Послом Республики Беларусь в Республике Молдова, в связи с чем его мандат истек. С должности посла был отправлен в отставку 17 мая 1999 года.